# Phyllonorycter cretata
Phyllonorycter cretata là một loài bướm đêm thuộc họ Gracillariidae. Nó được tìm thấy ở Nhật Bản (Hokkaidō) và vùng Viễn Đông Nga.
Ấu trùng ăn Quercus crispula, Quercus mongolica và Quercus serrata. Chúng ăn lá nơi chúng làm tổ. 